# Izoterma Kisielewa
Izoterma Kisielewa – równanie izotermy adsorpcji zlokalizowanej gazu na powierzchni homogenicznej (powierzchni energetycznie jednorodnej) uwzględniające oddziaływania specyficzne adsorbat-adsorbat typu asocjacji. Izotermę tę wykorzystuje się w dwu zasadniczych postaciach:

## Uproszczona izoterma Kisielewa
Uproszczona izoterma Kisielewa uwzględniająca asocjację typu: AA, AAA, ... An, a pomijająca oddziaływania niespecyficzne:
{\displaystyle \theta ={\frac {Kp\left(1+K_{n}\theta '\right)}{1+Kp\left(1+K_{n}\theta '\right)}}}

gdzie:
- p - ciśnienie adsorbatu gazowego,
- θ - pokrycie powierzchni, czyli adsorpcja względna dla adsorpcji monowarstwowej,
- θ' = θ dla powierzchni homogenicznej
- K - stała równowagi adsorpcji związana z energią adsorpcji adsorbatu,
- Kn - stała związana z równowagą asocjacji,

## Pełna izoterma Kisielewa
Pełna izoterma Kisielewa uwzględniająca oddziaływania niespecyficzne:
{\displaystyle \theta ={\frac {Kp\left[{\frac {1}{4}}\left(1+{\sqrt {1+4K_{n}\theta }}\right)^{2}\cdot \exp(\alpha \theta ')\right]}{1+Kp\left[{\frac {1}{4}}\left(1+{\sqrt {1+4K_{n}\theta }}\right)^{2}\cdot \exp(\alpha \theta ')\right]}}}
gdzie:
- α - współczynnik oddziaływań bocznych.

Od podstawowej izotermy Langmuira różni obie izotermy uwzględnienie wpływu oddziaływań adsorbat-adsorbat, specyficzych w przypadku równania uproszczonego, specyficznych i niespecyficznych w przypadku równania pełnego. Pełne równanie Kisielewa można również uważać za uogólnienie izotermy Fowlera-Guggenheima na przypadek oddziaływań niespecyficznych.
Oba równania izoterm mogą być stosowane jako tzw. izotermy lokalne przy analizie adsorpcji na powierzchniach heterogenicznych przy wykorzystaniu ogólnego równania całkowego. Wymaga to jednak uwzględnienia topografię powierzchni adsorbentu. W taki przypadku w wyrażeniach po prawej stronie (powyżej), pokrycie powierzchni θ' = θ zmienia swój charakter: przy topografia przypadkowa θ' jest to średnie pokrycie całej powierzchni, przy topografii płatowej θ' jest to pokrycie lokalne dla danego płata powierzchniowego (zob. więcej).